# Lovas
Pour les articles homonymes, voir Lovas (homonymie).
Lovas (en hongrois : Hosszúlovász) est un village et une municipalité située sur les pentes de Fruška Gora, à quelques kilomètres au sud de la route principale reliant Vukovar à Ilok. Elle fait partie du comitat de Vukovar-Syrmie, dans l'est de la Croatie. Lovas a une population de 1 214 habitants en (2011), et sa municipalité inclut également le petit village d'Opatovac (345 habitants en 2011) au nord, le long du Danube. Lovas est une municipalité sous-développée qui est statistiquement classée comme Zone de préoccupation spéciale de l'État de première catégorie (en) par le gouvernement croate.

## Histoire

### Préhistoire et Antiquité[4]
Le premier site archéologique officiellement identifié à Lovas se trouve à la limite ouest du village, à Kalvarija. Sa position est documentée en 1895 sur la base de découvertes isolées envoyées au musée archéologique de Zagreb. Jusqu'en 1900, les trouvailles continuent à arriver au musée et elles sont le plus souvent envoyées par le prêtre Josip Brunšmid, le directeur du musée. Il n'est donc pas surprenant que Brunšmid ait été le premier à publier une partie des découvertes de Lovas en 1902, dont une dague en cuivre. En 1939, un trésor de l'âge du bronze moyen est découvert à Lovas et remis au musée archéologique de Zagreb, où il est toujours conservé et présenté dans l'exposition permanente de la collection préhistorique. En 1970 et 1972, des études de terrain à petite échelle sont menées dans le but d'identifier les sites archéologiques de la région. Au cours de cette période, les trois sites les plus connus sont identifiés à Kalvarija, Orlinac et Staro groblje (« vieux cimetière »). Les prospections confirment que ces sites étaient habités depuis le Néolithique jusqu'à la période médiévale. En 1975, des travaux de construction dans le village mettent au jour des vestiges d'habitations datant du Néolithique, de l'âge du cuivre (culture de Baden) et du premier âge du fer dans la rue Vladimir Nazor. Les mêmes travaux de construction révèlent une nécropole du premier âge du fer dans la rue Ante Starčević.
Un autre village de la municipalité de Lovas, Opatovac, est presque aussi riche en découvertes archéologiques. Les premières découvertes, datant exclusivement de l'âge du cuivre, sont signalées dès 1911 dans l'ancien vignoble de Friedrich Königsdorf. En 1962, une colonie et une nécropole datant du premier âge du fer sont signalées au numéro 6 de la rue Fruškogorska. L'une des dernières découvertes confirmées est celle de la poterie de la culture Vučedol en 2002, quelque part près de la rive du Danube.

#### Le trésor de Lovas
Le trésor de Lovas est découvert en octobre 1939. Il est excavé par Zdravko Plaščević alors qu'il travaillait dans ses champs. Le lieu exact et les circonstances de la découverte sont restés inconnus pendant des années. Cependant, le musée de la ville de Vukovar conserve un enregistrement de M. A. Dorn qui mentionne la « terre de Zdravko Plaščević » à Gradac comme l'un des sites archéologiques connus à Lovas. Cependant, l'utilisation du toponyme Gradac à Lovas est quelque peu problématique, car il est utilisé pour décrire différents endroits ou comme un terme commun pour désigner Kalvarija, Orlinac et Staro groblje (« Vieux cimetière »), tous les sites archéologiques confirmés.
Le trésor de Lovas contenait un nombre important d'objets en bronze et en or. L'ensemble du trésor se trouvait à l'origine à l'intérieur d'un plus grand récipient en céramique, comme le rapporte M. Plaščević, mais le récipient n'a malheureusement pas été conservé. Les objets en or, plus précisément des bijoux, étaient placés à l'intérieur d'une jarre noire plus petite avec deux anses (une sorte de « kantharos »). Les objets découverts ont été remis à Viktor Hoffiler, directeur du musée archéologique de Zagreb à l'époque. Ce fut le début d'une étroite collaboration entre l'archéologie de Lovas et le musée archéologique de Zagreb. Le trésor lui-même n'est devenu un sujet de discussion scientifique qu'en 1956, et il n'a fait l'objet d'une publication scientifique qu'en 1958 par Zdenko Vinski, employé du musée archéologique de Zagreb et expert en archéologie médiévale.
Sur la base des découvertes de bronze et de céramique, le trésor peut être daté de la période de l'âge du bronze moyen et a été attribué à la culture tardive de Vatin ou de Belegiš I. Il est intéressant de noter qu'un trésor similaire, datant de la même période, mais moins riche en objets déposés, a été découvert dans la ville de Vukovar. Il a été trouvé dans la Mala ulica (« Petite rue ») de Vukovar à la fin du XIXe siècle. En 1897, le trésor est acquis par Josip Brunšmid, alors directeur du musée archéologique de Zagreb. Les circonstances de sa découverte restent inconnues. Il est donc tout à fait possible qu'il ait contenu plus d'objets que ceux connus aujourd'hui.
En 2011, l'équipe du musée archéologique de Zagreb découvre l'endroit où le trésor de Lovas pourrait avoir été trouvé. L'équipe apprend des habitants locaux que le site possible du trésor devait être recherché dans un endroit appelé Čajer, situé sur une autre position élevée à l'ouest du village de Lovas. Čajer n'est pas adjacent à Gradac, qui était initialement considéré comme l'emplacement du trésor. Des fragments de récipients en céramique datant de l'âge du bronze ont également été trouvés à Čajer. Le lien entre cette zone et le trésor est renforcé par l'étude de 2011 et les fouilles de 2017. Plus précisément, sur le même plateau, mais à environ 1,5 km au nord, à Kovači, l'équipe de recherche du musée découvre des vestiges de peuplement datant de la même phase de l'âge du bronze moyen que le trésor de Lovas.

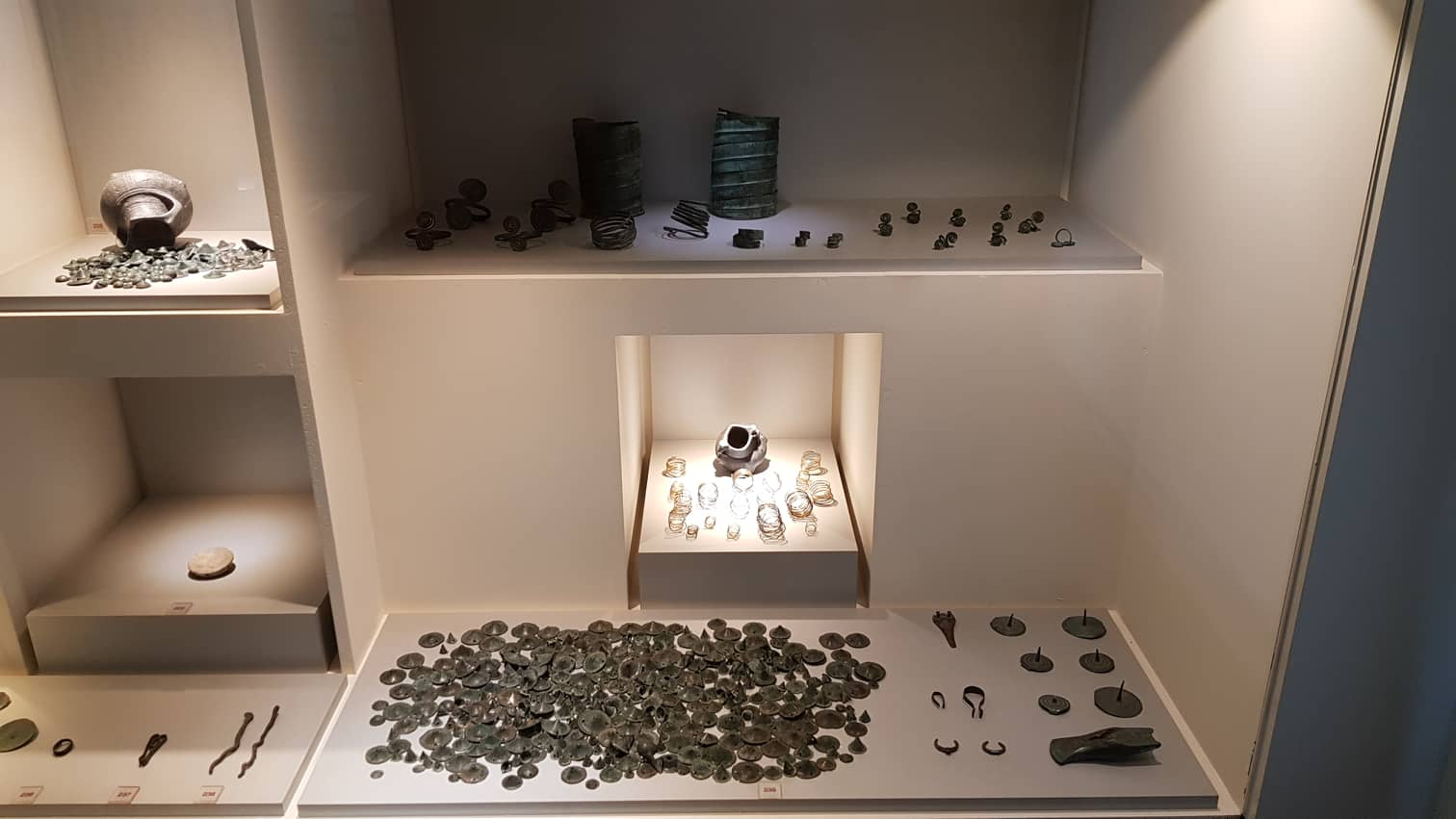
Le trésor de Lovas est conservé et présenté dans l'exposition permanente du Musée archéologique de Zagreb (photo: P. Pavuk, Musée archéologique de Zagreb, 2018).

#### Résultats des récentes recherches
En 2011, l'équipe du musée archéologique de Zagreb ouvre des tranchées de test supplémentaires dans deux endroits différents où des sites archéologiques ont été signalés dans le passé - Kalvarija et Staro groblje (« Vieux cimetière »). Outre ces deux sites, des vestiges archéologiques ont été identifiés dans 12 autres endroits (Orlinac, Kragino Kragino voće, Brzovac, U mjestu, Staro selo, Čajer, Čot, Šljivici, Gradac, Sveti Mihovil, Srednje brdo - jug et Kovači), datant de la période néolithique à la période médiévale. Le plus important a été la découverte du site de Kovači, qui était, d'après la répartition des poteries trouvées en surface, l'établissement préhistorique le plus grand et le plus important de la municipalité de Lovas. Il a été habité pendant les périodes de l'âge du cuivre, du bronze moyen et de la fin de l'âge du fer.
Cinq tranchées d'essai sont réalisées à Kalvarija, sur le plateau qui domine le village de Lovas depuis le sud-ouest. D'après l'analyse des vestiges céramiques, le site a été habité à l'âge du cuivre, du bronze et de la fin de l'âge du fer, ainsi qu'à l'époque romaine et médiévale. Deux tranchées d'essai ont été ouvertes à Staro groblje (« vieux cimetière »). Les découvertes de poterie de l'âge du bronze moyen et de l'âge du fer tardif confirment que la région a été habitée tout au long de l'histoire. La validité du nom Staro groblje (« vieux cimetière ») est confirmée par les découvertes sporadiques d'ossements humains, qui proviennent probablement de tombes détruites.
Au cours de l'enquête de 2017, quatre nouveaux sites archéologiques sont identifiés (Srednje brdo – sjever, Srednje brdo – centar, Kavane – sjever et Orašje). D'après les céramiques trouvées, les sites ont probablement été habités depuis le Néolithique jusqu'à la période médiévale. Des tranchées d'essai ont été ouvertes à deux endroits différents en 2017. Trois tranchées d'essai ont été ouvertes à Orlinac, juste au sud de Staro groblje (« vieux cimetière »), qui a été fouillé en 2011. Les trois tranchées ont livré du matériel archéologique, principalement de la poterie, daté de l'âge du bronze et de la fin de l'âge du fer. La découverte de deux tombes de l'époque moderne (probablement du XVIIIe siècle au XIXe siècle) dans la tranchée 1 est plus significative. La tombe 1 contenait les restes d'un homme âgé de 30 à 35 ans. Sa tête était orientée vers le nord-est. La tombe 2 contenait les restes d'une femme de 35 à 40 ans, dont la tête était orientée vers le sud-ouest. Ses mains étaient posées sur sa poitrine et elle tenait dans celles-ci une petite croix en bronze, placée à l'origine sur une cordelette. La découverte de ces deux tombes a confirmé que le cimetière d'origine n'était pas situé uniquement à Staro groblje, mais qu'il s'étendait également vers le sud jusqu'à Orlinac. La tranchée 2 située à Orlinac a mis au jour un fossé ou une grande fosse datant de la fin de l'âge du fer. Parmi les poteries typiques de la fin de l'âge du fer, plusieurs fragments de poterie romaine ont été identifiés, ce qui suggère que les couches peuvent être datées des dernières phases de la fin de l'âge du fer. Le site d'Orlinac a dû être habité dès l'âge du bronze, comme le confirment les découvertes sporadiques de poteries de l'âge du bronze dans les couches de la fin de l'âge du fer.
Le deuxième site fouillé est celui de Kovači. Ce site a été découvert lors de l'étude de 2011 et s'est avéré être le plus grand site préhistorique de la région. Une seule tranchée d'essai a été ouverte sur le site, mais elle a confirmé la datation indiquée par les restes de céramique visibles en surface. La plus ancienne habitation de Kovači date probablement de l'âge du cuivre, comme le confirment les fragments de poterie associés aux cultures de Baden et de Kostolac. L'occupation la plus importante du site date de l'âge du bronze moyen et peut être associée à la culture Belegiš I. Il semble que les habitants du site aient produit et enterré le célèbre trésor de Lovas, qui date de la même période et a été découvert à 1-1,5 km au sud du site. Les matériaux de construction découverts, qui appartenaient autrefois aux maisons, et la quantité importante de récipients en céramique à moitié achevés, d'outils textiles, de pierres et de métaux trouvés confirment que le site était autrefois un établissement de l'âge du bronze. La fin de l'âge du fer représente la dernière période d'occupation du site.
En 2018, les recherches se sont concentrées sur la partie nord-est de la municipalité de Lovas, plus précisément sur la zone située au sud-est du village d'Opatovac. La zone choisie est un plateau élevé bordé par les ruisseaux Čopinac sur son côté est et Bečka au sud. La position est intéressante car les pentes du plateau sont l'habitat d'un oiseau protégé, le guêpier. Au moins trois nouveaux sites archéologiques ont été identifiés en 2018. Le premier site découvert est situé dans la partie nord de Čopinac, sur le point le plus élevé du plateau. Cependant, toute la pente suivant la direction du ruisseau Čopinac était couverte de fragments de poterie et de petites trouvailles de différentes périodes du passé humain. Le centre de cet établissement était probablement situé sur la partie la plus élevée du plateau, dans sa partie nord, ce qui est confirmé par la plus grande densité de fragments de poterie et de petits objets trouvés exactement dans cette zone. Les fragments de poterie recueillis ici datent de l'âge du cuivre, du bronze moyen et de la fin de l'âge du fer. Le deuxième site a été découvert dans la partie orientale du site de Bečka. Le site a probablement été habité à l'âge du cuivre, à l'âge du bronze, à la fin de l'âge du fer, à l'époque romaine et à l'époque médiévale. Le troisième site a été identifié dans la partie sud du site de Bečka. Sur la base des découvertes de poterie, le site a probablement été habité au Néolithique, à l'âge du cuivre, à l'âge du bronze, à la fin de l'âge du fer, à l'époque romaine et à l'époque médiévale.

### Moyen Âge et époque moderne
À l'époque féodale, le village de Lowas se trouvait dans le district de Vukovar et appartenait à la famille Eltz (en). Il abritait des Croates, des Hongrois, des Serbes et des Allemands.

### Histoire récente
Lovas est presque entièrement détruit pendant la guerre d'indépendance croate lorsque les villages sont attaqués puis envahis par les forces serbes. Lovas est un village de 1 681 habitants à l'époque, principalement des Croates (85,7 %), avec quelques Serbes (7,9 %) et d'autres (6,4 %). Opatovac comptait 550 habitants, dont 43,4 % de Croates, 26,2 % de Serbes, 21,1 % de Hongrois et 9,5 % d'autres.
À Lovas, 261 maisons sont complètement détruites et toutes les autres endommagées, tandis qu'à Opatovac, 15 maisons sont détruites et une cinquantaine d'autres endommagées. La plupart des dégâts sont causés par les bombardements serbes avant l'occupation.
Lovas est capturé le 10 octobre 1991 et Opatovac le 14 octobre. Le 11 octobre, un groupe de 51 Croates est forcé de pénétrer dans un champ de mines juste à l'extérieur de Lovas afin de le « déminer », causant la mort de 21 d'entre eux et des blessures à 14 autres. Le même jour, 19 autres personnes sont tuées dans le village.
L'armée serbe occupe un bâtiment dans le village et l'utilise comme prison improvisée. Là, la population non-serbe est maltraitée jusqu'à l'atrocité : des hommes et des femmes sont arrêtés, puis battus et molestés avec tous les instruments dont disposent leurs geôliers, des pieds-de-biche aux couteaux en passant par les électrodes. Les Croates qui sont restés sont contraints de porter des brassards blancs en signe de reconnaissance raciale.
L'église catholique Saint-Michel de Lovas, un édifice vieux de 250 ans, est incendiée puis complètement détruite par des explosifs. La chapelle Saint-Florian du cimetière de Lovas est également incendiée et dévastée. L'église catholique d'Opatovac est pillée et endommagée. Plus tard, dans le centre de Lovas, quatre maisons familiales adjacentes sont illégalement détruites pour faire place à une nouvelle église orthodoxe.
Les bâtiments du Hrvatski dom (maison communautaire, lit. « maison croate ») et de la municipalité sont également détruits. De nombreuses granges privées, entrepôts et autres bâtiments sont détruits, l'usine « Borovo » est incendiée, les biens immobiliers de la société agricole « Lovas » (séchoirs, silo) sont également détruits, tandis que les machines mobiles sont volées et transférées en Serbie. À Opatovac, le centre d'expédition de la compagnie pétrolière INA est gravement endommagé par des roquettes, de même que l'usine VUPIK Opatovac-Pustara.
Au total, 1 661 personnes deviennent des réfugiés, dont 1 341 de Lovas et 320 d'Opatovac. Après la guerre, une fosse commune est exhumée près du cimetière du village, avec 68 corps, et dix autres corps sont trouvés dans des tombes diverses autour du village. Ces personnes sont officiellement enterrées le 21 mars 1998.
La guerre a coûté la vie à 83 villageois de Lovas et quatre sont toujours portés disparus. À Opatovac, deux personnes sont mortes et une est portée disparue. Après la fin de la guerre, près des deux tiers des Serbes ont quitté les villages, réduisant leur nombre à 106. Le nombre de Hongrois a également été réduit de près de la moitié (77). La municipalité compte également 335 Croates de moins.

## Localités
La municipalité de Lovas compte 2 localités : Lovas et Opatovac.